# Damon medius
Damon medius är en spindeldjursart som först beskrevs av Herbst 1797.  Damon medius ingår i släktet Damon och familjen Phrynichidae. Inga underarter finns listade i Catalogue of Life.